# Círculo Artístico de Gerona
El Círculo Artístico de Gerona (1947-1977) va ser una de les primeres entitats promotores d'activitats culturals i intel·lectuals a la ciutat de Girona durant els anys de la postguerra.

## Entitats vinculades
El Círculo va ser un vincle entre diverses entitats. Per exemple, els Amics de la Sardana, Òmnium Cultural, Associació de Música… A més a més, va ampliar els seus vincles i va donar suport i va impulsar altres grups de persones que mostraven interès per temàtiques com el cinema, fotografia o la filatèlia.
Durant els seus anys d'activitat també va donar suport a conegudes entitats actuals com la Biblioteca Pública de Girona, la Unió d'Excursionistes de Girona o la Secció Cultural del Grup Excursionista i Esportiu Gironí.

## Activitats
Aquesta entitat organitzava activitats dirigides a la població en temàtiques diferents: literatura, pintura, música, escultura i arqueologia. El seu objectiu principal era contribuir i incrementar la formació intel·lectual de les membres. Les activitats eren molt diverses, concerts, representacions teatrals, cursos, conferències, exposicions, excursions, entre d'altres.
Cal remarcar la reinstauració dels coneguts Jocs Florals de Girona després de la guerra, amb coneguts participants com Carles Fages, Joan Vinyoli i Josep Tharrats. També, va ser molt sonada la seva col·laboració amb grups musicals i associacions com l'Orquestra de Cambra de Barcelona, la Simfònica de Madrid, l'Orfeó Català, el violinista Henry Lewkowicz o la soprano Victòria dels Àngels.
Pel que fa a la literatura cal destacar el naixement del Premi Prudenci Bertrana de novel·la catalana. En aquest premi van participar coneguts escriptors com Manuel de Pedrolo.

## Última etapa
A la darreria dels anys 60 la junta directiva va canviar i molts joves que van entrar al Círculo. Aquest canvi va fomentar la defensa de la cultura catalana, llengua catalana i també van organitzar actes de temàtica política. Tot i aquests canvis, el Círculo, a poc a poc va perdre socis i les activitats van minvar. Finalment, va desaparèixer a principis dels anys setanta.